# 261. п. н. е.

## Догађаји
- Завршен Хремонидин рат